# Desamparados (San Juan)
Desamparados es un distrito y una antigua localidad de la provincia de San Juan ubicada en el oeste de la ciudad de San Juan, Argentina.
La localidad tuvo límites difusos y cambiantes a lo largo de su historia, hoy se encuentra ocupando parte de los municipios de Capital, Rivadavia, Chimbas y Rawson. De estos solo la zona comprendida entre los actuales municipios de Rivadavia y Capital ha conservado el nombre y la identidad local.
Su superficie histórica llegó a abarcar como límites al norte el departamento de Chimbas (Anteriormente Concepción, Chimbas y Chimbitas); al este los municipios de Concepción, Ciudad y Trinidad; al sur Rawson (Anteriormente Pocito); y al oeste Rivadavia (Anteriormente Marquesado, Zonda y Ullum).
Se trata de una de las localidades más antiguas de la provincia y ha logrado mantener una identidad propia, aunque fuertemente ligada a las ciudades Capital y Rivadavia.
Es una localidad altamente poblada, completamente urbanizada y cuenta con amplios servicios públicos, de transporte y de comunicaciones.

## Toponimia
El nombre de este distrito rinde homenaje a la Virgen de los Desamparados cuya basílica se asienta en la localidad.

## Historia
Desamparados fue un municipio desde 1856 hasta 1942, luego de su desaparición como entidad administrativa se continuó utilizando el nombre para denominar la zona, como venía siendo desde los tiempos de la colonia.
Los historiadores definen tres periodos históricos:
1° Período: desde los orígenes de la ocupación hispánica fue un distrito predominantemente agrícola y ganadero en menor escala. Se cultivaba trigo, maíz, hortalizas, legumbres y frutales. La vid estaba prohibida por el gobierno español, pero la medida era desacatada con el conocimiento de las autoridades locales.
Existían unos 1.233 habitantes en 1812 nucleados principalmente en los barrios denominados Puyuta (alrededor de la capilla Nuestra Señora de los Desamparados), Santa Bárbara (alrededor del oratorio homónimo) y Valdivia (cerca del límite con Trinidad). A fines del siglo XVIII se estableció otro núcleo poblacional en el Barrio San Miguel (alrededor del oratorio homónimo, hoy esquina de República del Líbano y San Miguel)
En 1828 y 1833 las inundaciones afectaron los cultivos. La construcción del Dique San Emiliano en los años posteriores redujo notablemente la amenaza de futuras inundaciones.
En la Exposición Universal de Filadelfia (1876) los vinos producidos por la bodega Doncel fueron premiados, representando el primer hito en la vitivinicultura de la provincia, llevada a cabo por los descendientes de españoles y por inmigrantes franceses en esa época y dando cuenta de la calidad de los productos de la localidad.
2° Período: desde mediados del siglo XIX las defensas contra posibles inundaciones, el dique San Emiliano, la cercanía al ferrocarril, la creación de ferrocarriles auxiliares y el avance tecnológico impulsaron la creación de un amplio complejo vitivinícola en la zona.
Se crean las "grandes bodegas", algunas de ellas aún activas, como: Graffigna, Doncel, Del Bono, Maradona, Amenzaga, Echegaray, Meglioli, Cialela, Russo, Lanteri Cravetti y Wiedemburg.
En 1895 existían 1.489 ha de viñedos que alcanzan en 1919 las 4.874 ha. Sobre el fin de este período histórico en 1942 se habían reducido a 1781 ha. En su mejor momento Desamparados producía un tercio de los vinos de la provincia.
En esta época los inmigrantes italianos llegan en grandes cantidades y se abocan a la vitivinicultura. El censo nacional de 1914 indicó en 9.634 la cantidad de habitantes.
3° Período: luego de la epidemia de filoxera de 1929-1932 y aceleradamente luego del terremoto de 1944 se convirtió en la base de asentamientos urbanos desplazando a los establecimientos productivos y a los cultivos, hoy inexistentes.
El terremoto y la respuesta psicocultural consiguiente definió en los años posteriores el estilo arquitectónico de Desamparados donde se crearon barrios residenciales con casas separadas unas de otras y proliferó el estilo californiano.
En 1942 la localidad contenía 14.539 habitantes.En esta época se disuelve el municipio de Desamparados distribuyéndose su territorio entre los municipios de Rivadavia, Capital, Rawson y Chimbas.

### Evolución administrativa
Desde la época fundacional las crónicas coloniales destacan la existencia de una zona geográfica referida como Puyuta, nombre de probable origen huarpe o aimara. Ya en el año 1590 aparece registrada en documentos oficiales. La denominación aún se conserva.
A partir de 1655 llegaron sacerdotes de la Orden de la Compañía de Jesús a la zona y se asentaron definitivamente en 1712 en una propiedad rural de la zona donde se dedicaron al cultivo. A partir de su llegada se arraigó la población del área.
Luego de la Independencia Argentina, en 1812 la zona quedó comprendida dentro del primer y segundo cuartel rural con límites poco precisos.
En 1834 durante el gobierno de José Martín Yanzón se dividió la ciudad de San Juan en dos departamentos, el del Norte (Pueblo Viejo, hoy Concepción) y el del Sur (Capital), quedando este último como continente de Puyuta y Desamparados.
En 1847 durante el extenso periodo de gobierno de Nazario Benavidez se creó el Curato de Desamparados como división administrativa eclesiástica.
En 1869 la primera ley de régimen departamental durante el gobierno de José María del Carril dividió la provincia en 18 departamentos creando el departamento de Desamparados y Santa Bárbara y por decreto de 1870 se establecieron sus límites en los siguientes: al norte con las playas del Río San Juan; al sur con Pocito; al oeste con el canal de riego de Pocito y al este con la llamada Calle Ancha (Hoy Av. España).
En 1884, 1888 y 1908 distintas leyes modificaron los límites del municipio.
Una nueva ley orgánica municipal del gobierno de Victorino Ortega en 1913 dividió la provincia en 20 municipios asignando al llamado Segundo Departamento las poblaciones de Santa Bárbara, Desamparados y Valdivia.
En 1935 se modifica nuevamente la ley de municipios y el Segundo Departamento vuelve a denominarse Desamparados. También se modifican sus límites.
En 1936 la zona denominada "Villa del Carril deja de formar parte de Desamparados y pasa a Capital.
En 1942 se dictó el ordenamiento municipal vigente durante el gobierno de Pedro Valenzuela y las localidades de Desamparados, Concepción y Trinidad pasaron a conformar el actual municipio Capital.

## Geografía

### Sismicidad
La sismicidad del área de Cuyo (centro oeste de Argentina) es frecuente y de intensidad baja, y un silencio sísmico de terremotos medios a graves cada 20 años en distintas áreas aleatorias.

### Terremoto de Caucete 1977
El 23 de noviembre de 1977, Caucete fue asolada por un terremoto y que dejó como saldo lamentable algunas víctimas, y un porcentaje importante de daños materiales en edificaciones.
El Día de la Defensa Civil, fue asignado por un decreto recordando el sismo que destruyó la ciudad de Caucete el 23 de noviembre de 1977.
- Escala de Richter: 7,4
- 65 víctimas mortales
- 284 víctimas heridas
- más de 40.000 víctimas sin hogar. No quedaron registros de fallas en tierra, y lo más notable efecto del terremoto fue la extensa área de licuefacción (posiblemente miles de km²).

El efecto más dramático de la licuefacción se observó en la ciudad, a 70 km del epicentro: se vieron grandes cantidades de arena en las fisuras de hasta 1 m de ancho y más de 2 m de profundidad. En algunas de las casas sobre esas fisuras, el terreno quedó cubierto de más de 1 dm de arena.

#### Sismo de 1861
Aunque dicha actividad geológica ocurre desde épocas prehistóricas, el terremoto del 20 de marzo de 1861 señaló un hito importante dentro de la historia de eventos sísmicos argentinos ya que fue el más fuerte registrado y documentado en el país. A partir del mismo la política de los sucesivos gobiernos mendocinos y municipales han ido extremando cuidados y restringiendo los códigos de construcción. Pero solo con el terremoto de San Juan de 1944 del 15 de enero de 1944 (81 años) el gobierno sanjuanino tomó estado de la enorme gravedad sísmica de la región.

## Lugares de Desamparados

### El Hospital de San Juan de Dios
Fue el primer hospital de la provincia, ubicado en lo que hoy son los terrenos del Cementerio de la Capital.
Fundado en 1763 fue administrado por la Orden Hospitalaria de San Juan de Dios por disposición del Obispo de Chile.
El hospital fue mejorado durante las guerras de independencia para poder asistir a las tropas del Ejército Libertador de los Andes.
El Dr. Amán Rawson fue médico en este hospital.

### El Cementerio General
En 1837, durante el gobierno de Nazario Benavidez se creó el primer cementerio público de la provincia, actualmente llamado Cementerio de la Capital con el objeto de evitar los sepelios en las iglesias de la ciudad.
El cementerio aún existe en su ubicación tradicional.

### Basílica de Nuestra Señora de los Desamparados
No existe información clara acerca del origen de la devoción a la Virgen de los Desamparados en San Juan, los historiadores presumen que fue introducida a través del grupo fundacional vinculado con familias oriundas de Valencia, donde era popular su adoración. Otros la atribuyen a los misioneros jesuitas del siglo XVII.
La fecha de fundación de la Capilla de Nuestra Señora de los Desamparados no ha sido dilucidada, pero en 1748 ya existía en manos de la Orden de la Compañía de Jesús
Esa capilla estaba construida en adobe revocado, con una nave de 25 m × 6 m y poseía una torre con dos campanitas pequeñas. En el altar mayor existía una imagen de Nuestra Señora de los Desamparados.
En 1767 los jesuitas fueron expulsados de América. En los años siguientes se convierte la capilla en viceparroquia y en 1847 en parroquia.
El edificio fue mejorado, pero el terremoto de 1894 dañó gravemente la estructura que se mantuvo utilizable aunque muy insegura. En la Navidad de 1917 un incendio destruyó el interior, el techo y afectó grandemente los muros.
Una comisión de vecinos levantó sobre el mismo lugar un nuevo templo que contaba con un altar mayor de 25 toneladas de mármol de Carrara traído en 1935. Este templo cayó durante el terremoto de 1944
En 1949 se construyó el edificio actual que conserva del primer templo las puertas talladas en roble macizo y la imagen primigenia de la virgen. Esta obra fue un pedido del Obispo Audino Rodríguez y Olmos al arquitecto Ernesto Puppo, quien ejecutó los planos y siguió la obra hasta 1953. Este trabajo fue donación y se retiró antes de la finalización.
En 2008 la parroquia pasó a ser designada como basílica menor por el papa Benedicto XVI.

### El Parque de Mayo
En 1910 se proyectó la construcción del Parque de Mayo en los terrenos de Desamparados, el terreno era de unas 17 ha que se redujo a las actuales 10 ha por sucesivas cesiones a los clubes Inca Huasi, Lawn Tennis, la Universidad Nacional de San Juan, un hotel turístico (Hoy Legislatura Provincial), el Casino del Parque (Hoy Museo Provincial de Bellas Artes Franklin Rawson y la construcción de los estadios del parque de mayo y Aldo Cantoni.
Los terrenos donde se asentó fueron expropiados a las familias Oro, Bustamante y Benavídez, estos últimos descendientes del general Nazario Benavidez quien había adquirido las tierras. Se conservó un pino bajo el cual, de acuerdo con la creencia de la época, solía descansar el Benavidez, se ha conservado y se encuentra en el costado noroeste del edificio del Museo Provincial de Bellas Artes Franklin Rawson
Para su construcción se tomó un empréstito en la banca Mayer Hermanos de París que, en realidad, fue utilizado en su mayoría para atenuar el déficit fiscal de la provincia.
En el acto de fundación del parque se colocó una réplica de la Estatua de la Libertad de reducido tamaño que desde 1928 se encuentra en la plaza central de Pocito.
En 1916, centenario de la independencia argentina, se instaló el monumento al General Don José de San Martín siendo este una réplica del erigido en la Plaza San Martín de la ciudad de Buenos Aires.
En 1929 el municipio de Desamparados cedió los terrenos a la provincia por no poder afrontar los costos de mantenimiento.
El parque aún existe y es el principal pulmón verde de la ciudad.

### Estadio del Parque de Mayo
En 1928 el gobierno de Aldo Cantoni construyó en el extremo oeste del parque un estadio, que fue el mayor escenario deportivo de la provincia durante muchos años.
El estadio contaba con una pista circular y un espacio central para eventos deportivos con dos tribunas, popular y oficial. Esta última contaba con un alero destinado a dar sombra que fue la gran innovación arquitectónica del lugar junto con las estructuras de hormigón que fueron utilizadas por primera vez en el país para un estadio.
El terremoto de 1944 destruyó el alero y las torres dejando dañada la tribuna oficial y los edificios administrativos ubicados su parte inferior. De todos modos en los mismos funcionó la Legislatura Provincial durante los años siguientes.
El estadio aún existe con sus tribunas originales y fue ampliado con un velódromo para la práctica del ciclismo.

### Estadio Aldo Cantoni
En 1970 se inauguró el Estadio Cerrado Aldo Cantonio con motivo de la realización del XIX campeonato mundial de hockey sobre patines. En este mismo acto se inauguró el Monumento al Deporte.
El estadio fue construido sobre los terrenos del parque de mayo, en su extremo oeste.

### Club Sportivo Desamparados
En 1919 un grupo de estudiantes de la Quinta Agronómica (Hoy Escuela de Enología) decidieron fundar el club Sportivo Desamparados en la plaza de Desamparados por lo que decidieron colocarle ese nombre anteponiendo la palabra "Sportivo" de acuerdo a los usos de la época.
Utilizaron un terreno ubicado en lo que hoy es la esquina de San Miguel con Reconquista, luego las instalaciones de la escuela de Enología y entre 1938 y 1948 un terreno cedido por el gobierno provincial en la Villa Zaballa. Luego del Terremoto de 1944 se mudaron temporalmente a la Villa del Carril y comenzaron la construcción del actual estadio en terrenos del Consejo Nacional de Reconstrucción (Hoy Instituto Nacional de Prevención Sísmica, INPRES).
El club se encuentra entre los más populares de San Juan y cuenta con gran afición entre los habitantes de Desamparados. Actualmente milita en el torneo Argentino A.

### La Esquina Colorada
Se conoce con este nombre la esquina de las actuales calles San Miguel y Av. José Ignacio de la Rosa.
En este lugar funcionó desde tiempos de los jesuitas una pulpería y almacén de ramos generales en la que durante los años de los gobiernos unitarios se reunían los gauchos federales, quienes se identificaban con el color rojo punzó. De esta identificación quedó el nombre de la esquina, ampliamente conocido hoy en día.

### Otros lugares de interés
- Plaza de Desamparados: ubicada frente a la basílica.
- Monumento al Deporte: realizado por José Carrieri para el Mundial de Hockey sobre Patines de 1970